# Tmarus infrasigillatus
Tmarus infrasigillatus là một loài nhện trong họ Thomisidae.
Loài này thuộc chi Tmarus. Tmarus infrasigillatus được Cândido Firmino de Mello-Leitão miêu tả năm 1947.